# Марганцеворудна промисловість України
Марганцеворудна промисловість України — галузь економіки України, що видобуває та переробляє марганцеві руди, одна з найпотужніших у світі (близько 10% світового видобутку).
Наприкінці XX ст. в Україні добували близько 29 % світового обсягу марганцевих руд. У 1997 р. видобуток становив 7,2 млн т, а у 2000 році — близько 5 млн т. (8 % світового). Основною сировинною базою був Нікопольський басейн, де працювали Орджонікідзевський та Марганцевський ГЗК. Нікопольське родовище розроблялося відкритим і підземним способами.
Застосовували системи розробки довгими стовпами з виїмкою руди механізованими комплексами. На відкритих роботах використовували одноківшеві й роторні екскаватори.
Руда збагачувалася на фабриках, оснащених мийними, відсаджувальними, флотаційними машинами, магнітними сепараторами та ін. Концентрати оксидних руд містили 37-45 % Mn, а карбонатних — 29-31 %.
Основними споживачами концентрату були підприємства чорної металургії України. Частина продукції експортувалася.
У 2001 р. Україна виробила 2,71 млн т марганцевого концентрату (-1.5 % до 2000). Найбільший виробник концентрату марганцю — Покровський ГЗК — виробив  1,7 млн т концентрату (-7 % до 2000). Цей ГЗК видобував руду відкритим способом. Марганецький ГЗК — другий у країні виробник концентрату марганцю — виробив у 2001 р. 1 млн т концентрату марганцю (+9.4 % до 2000). ГЗК планував видобути у 2010 р. 2,95 млн т руди (1,78 млн т — шахтним способом, 1,17 млн т — кар'єрним).